# Eritrea op de Olympische Zomerspelen 2020
Eritrea nam deel aan de Olympische Zomerspelen 2020 in Tokio, Japan. De selectie bestond uit 13 atleten, actief in drie verschillende disciplines. De Eritrese atleten wisten geen medailles te behalen.

## Atleten
Hieronder volgt een overzicht van de atleten die zich hebben verzekerd van deelname aan de Olympische Zomerspelen 2020.
| sport       | mannen | vrouwen | totaal |
| ----------- | ------ | ------- | ------ |
| Atletiek    | 5      | 4       | 9      |
| Wielersport | 2      | 1       | 3      |
| Zwemmen     | 1      | 0       | 1      |
| totaal      | 8      | 5       | 13     |

## Sporten

### Atletiek
Mannen
Loopnummers
| atleet               | onderdeel           | series  | series | kwartfinale | kwartfinale | halve finale | halve finale | finale   | finale |
| atleet               | onderdeel           | tijd    | rang   | tijd        | rang        | tijd         | rang         | tijd     | rang   |
| -------------------- | ------------------- | ------- | ------ | ----------- | ----------- | ------------ | ------------ | -------- | ------ |
| Aron Kifle           | 10.000 m            | n.v.t.  | n.v.t. | n.v.t.      | n.v.t.      | n.v.t.       | n.v.t.       | 28.04,06 | 10     |
| Yemane Haileselassie | 3000 m steeplechase | 8.14,63 | 5 q    | n.v.t.      | n.v.t.      | n.v.t.       | n.v.t.       | 8.15,34  | 5      |
| Yohanes Ghebregergis | marathon            | n.v.t.  | n.v.t. | n.v.t.      | n.v.t.      | n.v.t.       | n.v.t.       | 2:15.34  | 22     |
| Goitom Kifle         | marathon            | n.v.t.  | n.v.t. | n.v.t.      | n.v.t.      | n.v.t.       | n.v.t.       | 2:13.22  | 14     |
| Oqbe Kibrom Ruesom   | marathon            | n.v.t.  | n.v.t. | n.v.t.      | n.v.t.      | n.v.t.       | n.v.t.       | 2:16.57  | 34     |

Vrouwen
Loopnummers
| atlete        | onderdeel | series   | series | kwartfinale | kwartfinale | halve finale | halve finale | finale         | finale         |
| atlete        | onderdeel | tijd     | rang   | tijd        | rang        | tijd         | rang         | tijd           | rang           |
| ------------- | --------- | -------- | ------ | ----------- | ----------- | ------------ | ------------ | -------------- | -------------- |
| Rahel Daniel  | 5000 m    | 15.02,59 | 8      | n.v.t.      | n.v.t.      | n.v.t.       | n.v.t.       | niet geplaatst | niet geplaatst |
| Dolshi Tesfu  | 10.000 m  | n.v.t.   | n.v.t. | n.v.t.      | n.v.t.      | n.v.t.       | n.v.t.       | 31.37,98       | 15             |
| Nazret Weldu  | marathon  | n.v.t.   | n.v.t. | n.v.t.      | n.v.t.      | n.v.t.       | n.v.t.       | 2:37.01        | 43             |
| Kokob Solomon | marathon  | n.v.t.   | n.v.t. | n.v.t.      | n.v.t.      | n.v.t.       | n.v.t.       | DNF            | DNF            |

### Wielersport
Wegwielrennen
Mannen
| atleet                  | onderdeel    | tijd       | rang |
| ----------------------- | ------------ | ---------- | ---- |
| Merhawi Kudus           | wegwedstrijd | 6:16.53    | 55   |
| Amanuel Ghebreigzabhier | wegwedstrijd | 6:15.38    | 50   |
| Amanuel Ghebreigzabhier | tijdrit      | 1:03.22,80 | 33   |

Vrouwen
| atlete          | onderdeel    | tijd           | rang           |
| --------------- | ------------ | -------------- | -------------- |
| Mossana Debesay | wegwedstrijd | niet gefinisht | niet gefinisht |

### Zwemmen
Mannen
| atleet        | onderdeel       | series | series | halve finale   | halve finale   | finale         | finale         |
| atleet        | onderdeel       | tijd   | rang   | tijd           | rang           | tijd           | rang           |
| ------------- | --------------- | ------ | ------ | -------------- | -------------- | -------------- | -------------- |
| Ghirmai Efrem | 50 m vrije slag | 23,94  | 46     | niet geplaatst | niet geplaatst | niet geplaatst | niet geplaatst |